# Fénis
Pour la commune suisse presque homographe, voir Fenis.
Fénis  (en patois fénisand, Fén-ic) est une commune italienne de la Vallée d'Aoste.

## Toponymie
Contrairement aux règles de prononciation du français standard, le « s » final de Fénis se prononce.
Deux hypothèses ont été formulées à propos de l'origine du toponyme de Fénis :
- du latin fenilis (grange), même si cette version ne se reflète pas dans le toponyme en patois fénisand, Fén-íc[3];
- du latin ad Fines [Augustensium][4].

## Géographie
Fénis est située à l'envers dans la vallée centrale, le long de la Doire Baltée, entre Aoste et Saint-Vincent, et en face de Nus.
La plupart du territoire communal s'étend sur le val Clavalité, un vallon inhabité et sauvage, entre la vallée de Champdepraz et le val de Cogne.

### Climat
Le climat est typiquement alpin, avec des hivers froids et des étés mitigés. La position à l'Envers favorise des températures plus fraîches et ventilées par rapport à l'adret.
Le climat assez rigide, et peu favorable à l'établissement humain a favorisé le développement la conservation des forêts qui s'étendent de la limite de la zone habitée jusqu'à 2 000 mètres d'altitude environ, sur une superficie de 2 236 hectares, voire 32,7 % environ du territoire communal.
La partie basse du territoire communal est par contre très fertile, comme témoignent certains toponymes, tels que Cerisey, Pommier et Tillier.

Localisation de la commune de Fénis à l'intérieur de la Vallée d'Aoste.

## Histoire
L'histoire de Fénis est étroitement liée à celle de la Maison de Challant, qui ordonna la construction du château, sur le modèle du château du bourg médiéval de Turin, aujourd'hui l'un des symboles de la Vallée d'Aoste.
Le territoire du Val Clavalité et de Fénis furent le quartier général des troupes partisanes d'Émile Lexert (1911-1944) au cours de la Seconde Guerre mondiale.

## Économie
L'économie fénisane se fonde sur le secteur tertiaire. L'agriculture et l'élevage ont perdu leur importance au cours des 50 dernières années. Le secteur industriel est représenté par une centrale hydroélectrique alimentée par le torrent Clavalité.

## Monuments et lieux d'intérêt

### Le château
Dans cette commune se trouve le plus célèbre des châteaux valdôtains, monument national d'Italie.

### Le musée de l'artisanat valdôtain de tradition
Ici a lieu aussi le siège du Musée de l'artisanat valdôtain de tradition, créé par l'Institut valdôtain de l'artisanat de tradition, qui montre un aperçu de l'artisanat et des traditions locaux. En particulier, une salle a été dédiée à la millénaire Foire de Saint-Ours à Aoste.

### Maisons fortes
- La maison forte de Putat (XIVe – XVe siècles) ;
- la maison forte du Chénoz, au Chénoz, entre les maisons de Ravarey (XIVe – XVe siècles), appartenu autrefois aux nobles de Tillier ;
- la maison des nobles de Tillier (XVIIIe siècle) au hameau du même nom ;
- la Tornalla ou Maison des Ramein (XVIe siècle) au hameau Cors (localité appelée autrefois Chez-Ramein).

André Zanotto signale également une maison médiévale à Bavavey, et la Maison Challant près de l'église paroissiale Saint-Maurice.

### Architectures religieuses
- L'église paroissiale Saint-Maurice ;
- L'ermitage de Saint-Julien, dans le vallon du même nom ;
- La croix de Ramolive, exemple de sculpture du XVe siècle ;
- Le crucifix retrouvé en 1991 dans les combles de l'église paroissiale Saint-Maurice, appartenant à la série de Saint-Voult de l'Arc d'Auguste à Aoste.

## Personnalités liées à Fénis
- Jeanne Ducourtil-Bellot - poétesse en patois valdôtain.
- Ego Perron - homme politique
- Sergio Pellissier - footballeur

## Jumelage, et liens d'amitié
La commune de Fénis entretient des liens d'amitié avec :
- Geneston, commune française

## Sport
Dans cette commune se pratique le tsan, l'un des sports traditionnels valdôtains.

## Administration
| Période                                  | Période  | Identité         | Étiquette     | Qualité |
| ---------------------------------------- | -------- | ---------------- | ------------- | ------- |
| 9 mai 2005                               | mai 2010 | Joseph Cerise    | Liste civique | Syndic  |
| mai 2010                                 | mai 2015 | Giusto Perron    | Liste civique | Syndic  |
| mai 2015                                 | En cours | Mattia Nicoletta | Liste civique | Syndic  |
| Les données manquantes sont à compléter. |          |                  |               |         |

### Hameaux
Baraveyes, Barche, Champlan, La Cerise, Le Chénoz, Chez-Sapin, Chez-Croiset (chef-lieu), Chez-Cuignon, Chez-Fontillon, Cors, Les Crêtes, Fagnan, Misérègne, Pareynaz, Perron, Pléod, Pommier, Ramolivaz, Rovarey, Tillier.
Les hameaux de Fénis se trouvent entre 520 et 620 mètres d'altitude, sauf Les Crêtes, plus en bas, et Le Chénoz et Champlan, plus en haut.
Les hameaux Molinaz, Pareynaz, Chez-Cuignon, Chez-Fontillon, Rovarey et Ramolivaz ont été unifiés au cours des années à d'autres hameaux plus gros.

## Transports

### Liaisons routières
Fénis est relié aux communes limitrophes par la route régionale 13, à la RN 26 et à l'autoroute A5 (Turin-Aoste-Courmayeur-Tunnel du Mont-Blanc - sortie de Nus).

### Chemin de fer
Fénis est desservi par la gare de Nus, à 2 kilomètres environ du chef-lieu.

### Communes limitrophes
Chambave, Champdepraz, Champorcher, Cogne, Nus, Saint-Marcel, Verrayes

## Galerie de photos

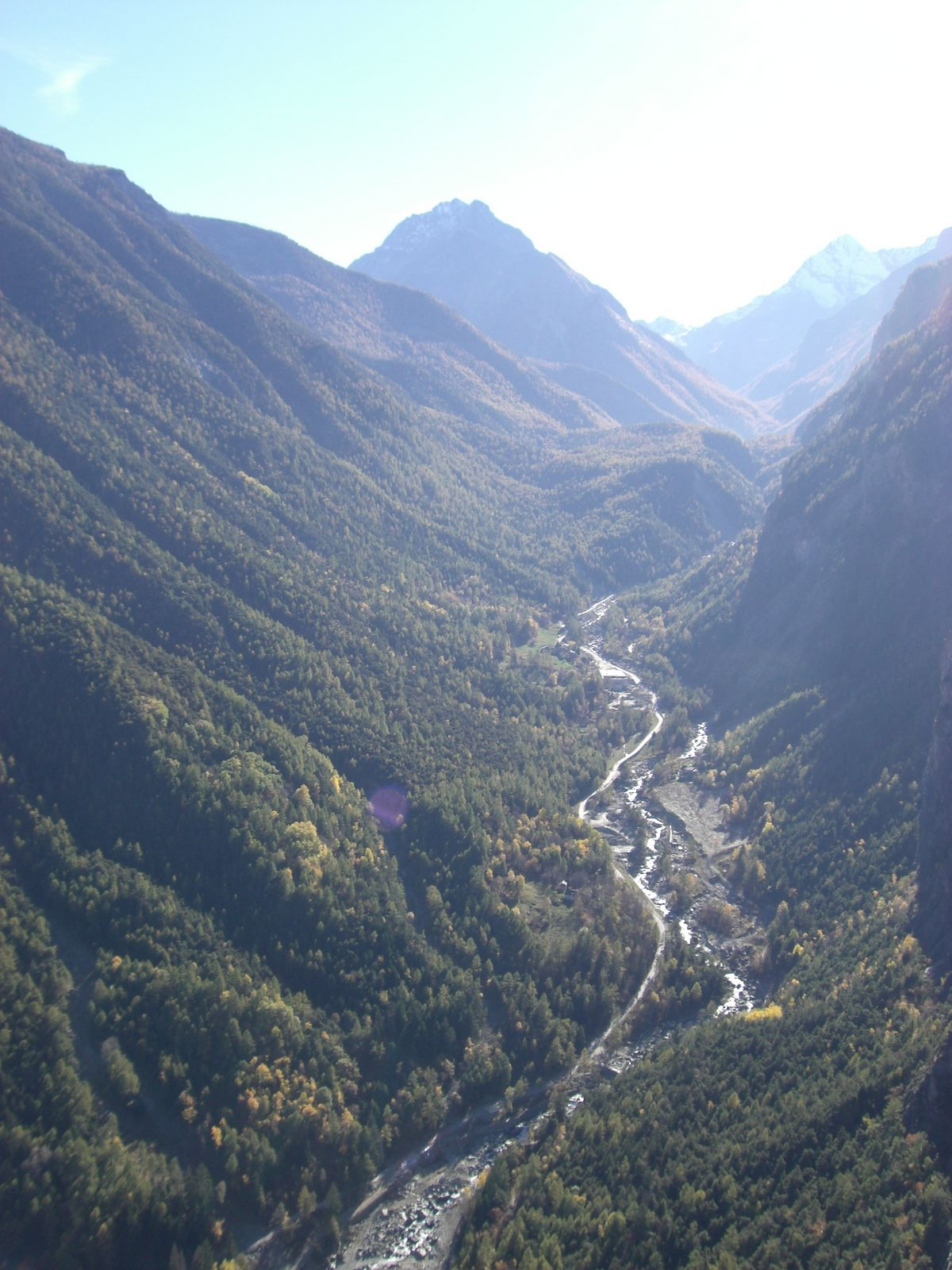
Le vallon de Saint-Julien, où se trouve l'ermitage du même nom.
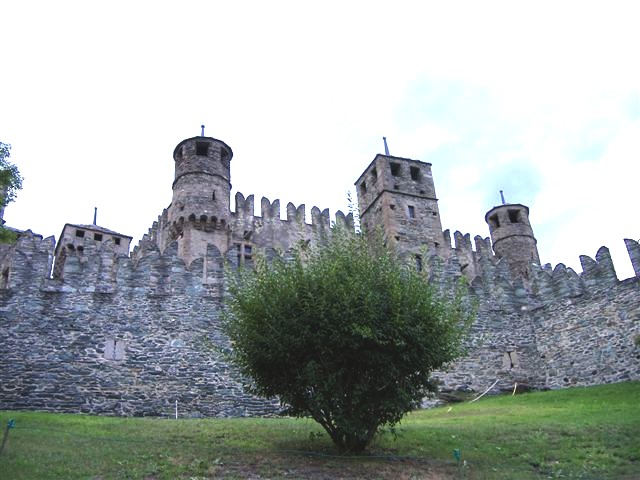
Le château de Fénis.
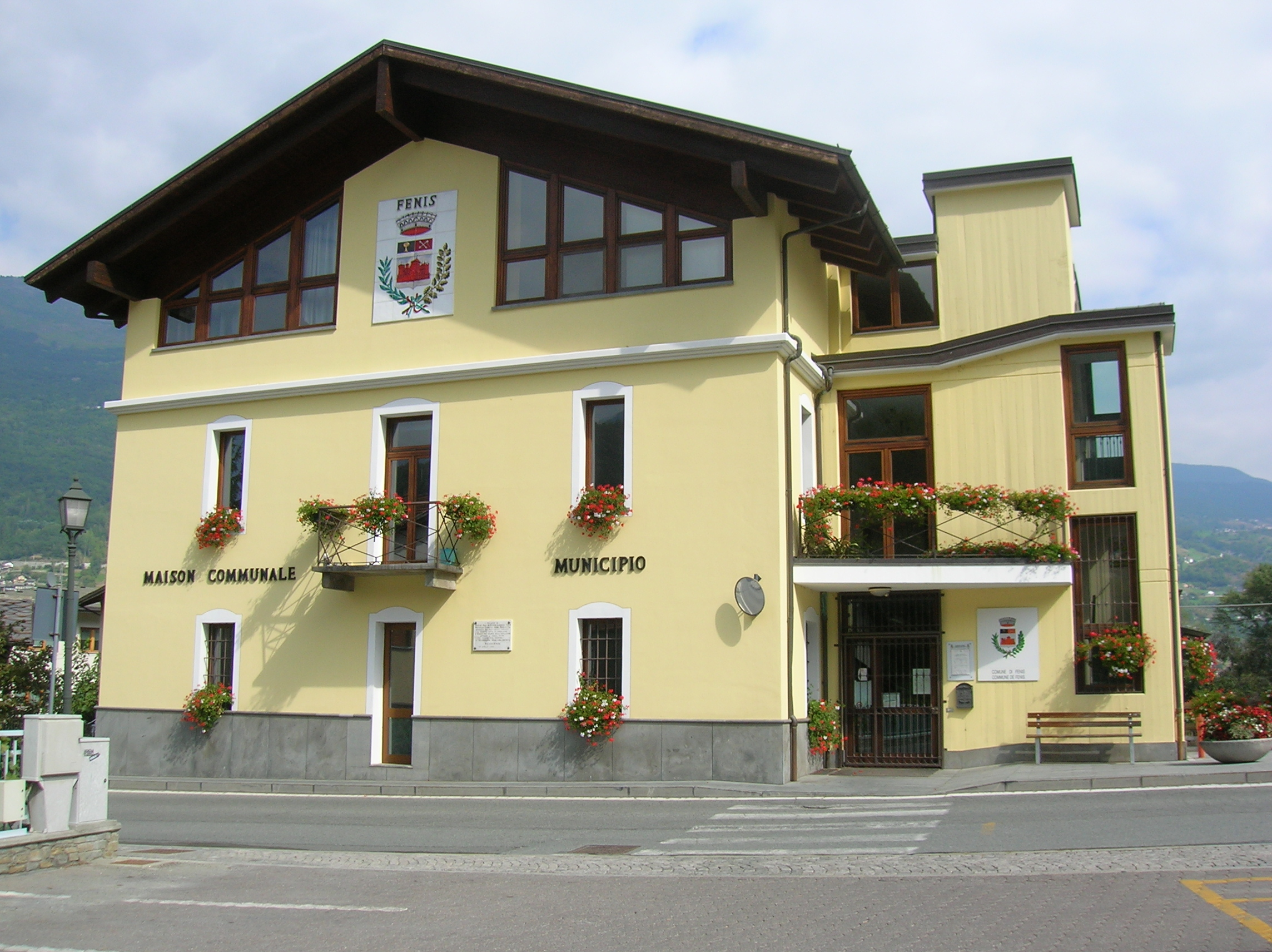
La maison communale à Chez-Croiset.
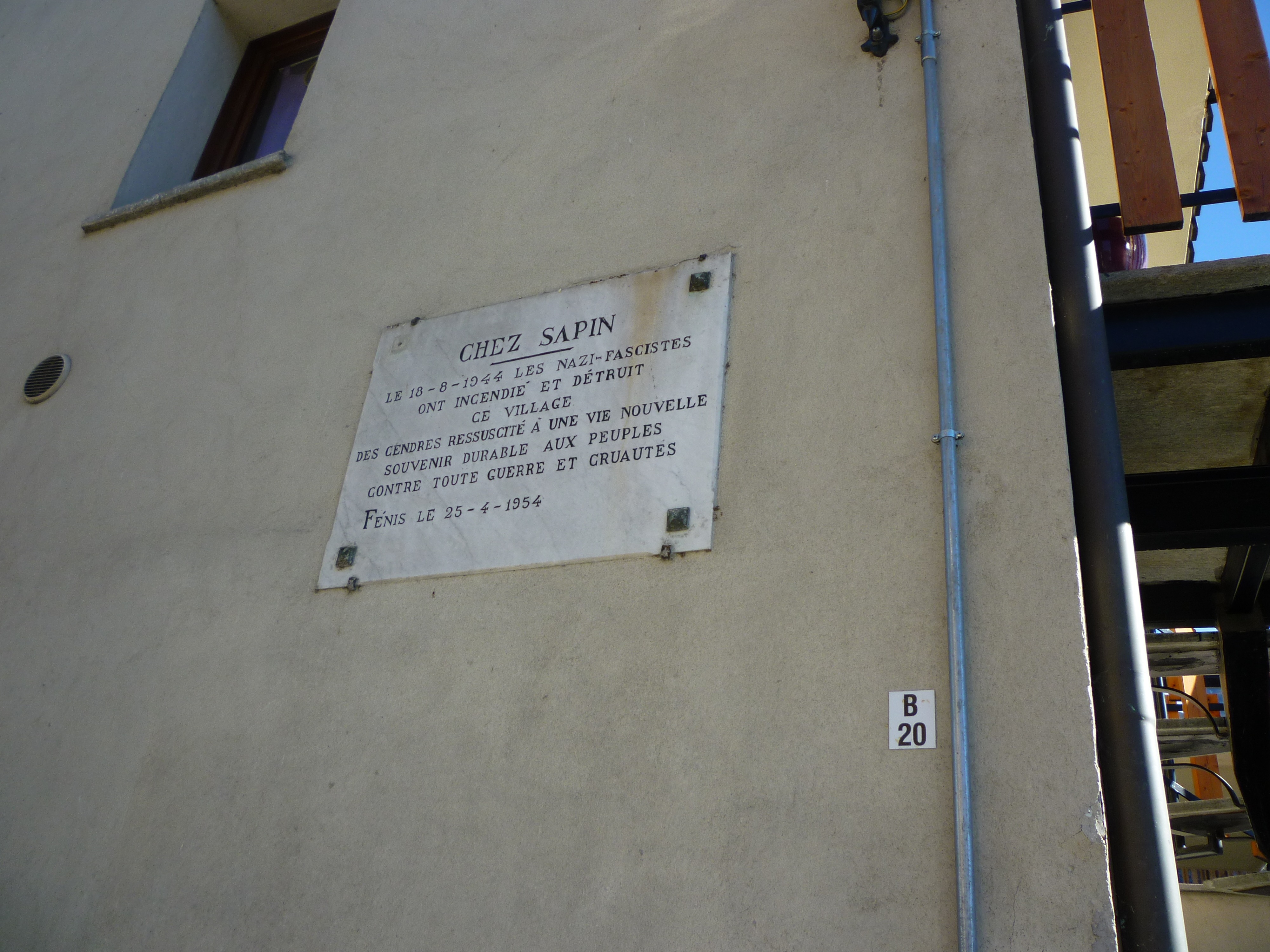
Plaque en souvenir de la Seconde Guerre mondiale au hameau de Chez-Sapin.